# Зелене беретке
Зелене беретке су паравојна формација Странке демократске акције пре, током и након Грађанског рата у Босни и Херцеговини.
Уз Патриотску лигу и неке друге мање паравојне формације, чинили су претечу будуће про-муслиманске Армије БиХ. Познати су по бројним злочинима над заробљеним припадницима ЈНА и над српским цивилима.
Зелене беретке су одговорне за масакр у Добровољачкој улици у Сарајеву 1992. године, за који још нико није одговарао пред судом.
Током јануара 2022. униформисани Бошњаци су недалеко од Велике Кладуше марширали у униформама зелених беретки узвикујући Алаху акбар (прев. Алах је велики).